# Cohoni
Cohoni ist eine Ortschaft im Departamento La Paz im südamerikanischen Anden-Staat Bolivien.

## Lage im Nahraum
Cohoni ist der zentrale Ort des Kanton Cohoni im Municipio Palca in der Provinz Murillo. Die Ortschaft liegt auf einer Höhe von 3560 m oberhalb des Río de la Paz, der von der Hauptstadt La Paz her kommend am Illimani vorbei in zuerst südöstlicher, später nördlicher Richtung zum Río Beni hin fließt.

## Geographie
Cohoni liegt auf einem Plateau der Anden-Gebirgskette der Cordillera Central, 8 km südwestlich des Illimani. Das Klima der Region ist ein typisches Tageszeitenklima, bei dem die mittlere Temperaturschwankung im Tagesverlauf deutlicher ausfällt als im Jahresverlauf.
Die Jahresdurchschnittstemperatur der Region liegt bei etwa 10 °C (siehe Klimadiagramm La Paz) und schwankt zwischen 8 °C im Juli und knapp 12 °C im Dezember. Der Jahresniederschlag beträgt etwa 600 mm, bei einer ausgeprägten Trockenzeit von Mai bis August und einer Feuchtezeit von Dezember bis Februar.

## Verkehrsnetz
Cohoni liegt in einer Entfernung von 67 Straßenkilometern südöstlich von La Paz, der Hauptstadt des gleichnamigen Departamentos.
Von La Paz führt eine Landstraße in südlicher Richtung vorbei am Valle de la Luna (Mondtal) und der Ortschaft Mallasa auf der linken Seite des Río de la Paz nach Mecapaca. Zwei Kilometer vor Mecapaca biegt die Straße in Las Carreras nach Südwesten ab, durchquert das Flussbett des Río de La Paz und erreicht über Avircato schließlich Millocato. Drei Kilometer hinter Millocato wird der Río de la Paz erneut gequert und die unbefestigte Straße führt in steilen Serpentinen über Tahuapalca und Cachapaya, vorbei an den Ruinen von Stallungen aus der Zeit der Befreiungskriege („Caballerizas del Mariscal Andrés de Santa Cruz“), hinauf bis nach Cohoni.

## Bevölkerung
Die Einwohnerzahl von Cohoni hat sich in den vergangenen beiden Jahrzehnten nur unwesentlich verändert:
| Jahr | Einwohner | Quelle       |
| ---- | --------- | ------------ |
| 1992 | 1090      | Volkszählung |
| 2001 | 1051      | Volkszählung |
| 2012 | 1084      | Volkszählung |
| 2024 |           | Volkszählung |

Die Region hat einen hohen Anteil Aymara-Bevölkerung, im Municipio Palca sprechen 94,1 Prozent der Einwohner Aymara (2001).